# Monumento ai Cavalieri d’Italia
Monumento ai Cavalieri d’Italia – pomnik konny zlokalizowany w centrum Turynu (Włochy), w środkowej części Piazza Castello, przy południowej pierzei Palazzo Madama. Upamiętnia chwałę włoskiej kawalerii.

## Historia
Pomnik zaprojektowany został przez Pietro Canonicę i odsłonięty 21 maja 1923 w obecności władz, w tym króla Wiktora Emanuela III. W 1937, aby zrobić miejsce dla monumentu poświęconego Emanuelowi Filiberto, księciu Aosty, posąg konny przeniesiono na prawą stronę Palazzo Madama, gdzie znajduje się do dziś. W 2008 obiekt został odrestaurowany, a prace oczyszczające ujawniły oryginalny zielonkawy kolor, patynę nadaną jako wykończenie przez samego rzeźbiarza.
Dla upamiętnienia i uhonorowania kawalerii włoskiej, która odznaczyła się bohaterskimi dokonaniami w historii, w 1922 powołano w Rzymie Komitet Generalny ds. Honoru Kawalerów Włoch z zamiarem wzniesienia pomnika konnego. Kilka dni później komisja, której przewodniczył król i senator Filippo Colonna, zaproponowała Turynowi umieszczenie tego rodzaju dzieła na Piazza Castello, gdzie upamiętniono już pomnikiem żołnierzy armii sardyńskiej. Propozycja ta została chętnie przyjęta przez prezydenta miasta Giuntę i radę miejską. Pietro Canonica, zadeklarował pracę za darmo, natomiast brąz użyty do budowy ofiarowało Ministerstwo Wojny.

## Forma
Posąg przedstawia żołnierza na koniu, na granitowym cokole, który ustawiono na schodkowej podstawie. Wojskowy z czujną miną obserwuje horyzont, kierując wzrok w prawo. Ma karabin na ramieniu, jedną ręką trzyma lejce, a w drugiej ma sztandar. Poza konia i jeźdźca jest zrelaksowana, daleka od stereotypowych wyobrażeń o pomnikach konnych. Wokół podstawy znajduje się seria płaskorzeźb z fryzami wojskowymi. Na cokole wypisano ważne bitwy włoskiej kawalerii wraz z datami.